# さ
さ、サは、日本語の音節の一つであり、仮名の一つである。1モーラを形成する。五十音図において第3行第1段（さ行あ段）に位置する。清音の他、濁音（ざ、ザ）を持つ。

## 概要

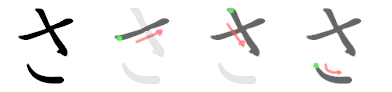
「さ」の筆順

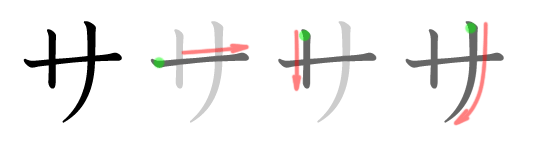
「サ」の筆順

- 現代標準語の音韻: 1子音と1母音「あ」から成る音。子音は、次の通り。
  - 清音 「さ」: 舌の先を上歯茎に近づけて、隙間から息を摩擦させて通すときに出る音（歯茎摩擦音）。無声。
  - 濁音 「ざ」: 舌の先を上歯茎に近づけて、隙間から声を摩擦させて通すときに出る有声音（歯茎摩音）。または、いったん舌を上歯茎に付けて、離すときに、狭い隙間を作って摩擦した音を出す有声音（歯茎破擦音）、すなわち「つ」の子音の有声音である。それら二つの「ざ」の発音は、一般に日本語の話者にはほとんど聞き分けられず、意味上の差異はない。
- 五十音順: 第11位。
- いろは順: 第37位。「あ」の次。「き」の前。
- 平仮名「さ」の字形: 「左」の草体
- 片仮名「サ」の字形: 「散」の左上の部分
- ローマ字
  - さ: sa
  - ざ: za
- 点字:
- 通話表: 「桜のサ」
- モールス信号: －・－・－
- 手旗信号：1→12

- 発音: さ[ヘルプ/ファイル]

## さ に関わる諸事項
- 変体仮名: （散）
- 日本の自動車用ナンバープレートで、登録車のうち自家用・中板・組もの・塗装式のものは「さ」から払い出しが始まる。
- 鉄道車両の記号「サ」は、
  - 電車・気動車の付随車を表す。
  - 貨車のうち最大積載量が 20 t ～ 24 t の車両を表す。
- 高橋悠治が 1999 年に作曲したホルン独奏曲のタイトルに平仮名の「さ」一文字がある[1]。
- 平仮名「さ」の字形には 2 画目と 3 画目をつなげるものと離すものが存在する。どちらも扱いに差はないが、さいたま市では記述の統一のためにつなげて書く方の書体で統一して表記するものとしている[2]。
- 滋賀県草津市の市章および市旗は、カタカナの「サ」を図案化したものである。